# الدوري الهولندي الممتاز 1922–23
الدوري الهولندي الممتاز 1922–23 (بالهولندية: Nederlands landskampioenschap voetbal 1922/23)‏ هو الموسم 35 من الدوري الهولندي الممتاز. أشرف على تنظيمه الاتحاد الملكي الهولندي لكرة القدم، وكان عدد الأندية المشاركة فيه 43، وفاز فيه ريسينغ  هيمستيده ‏.